# グースリ

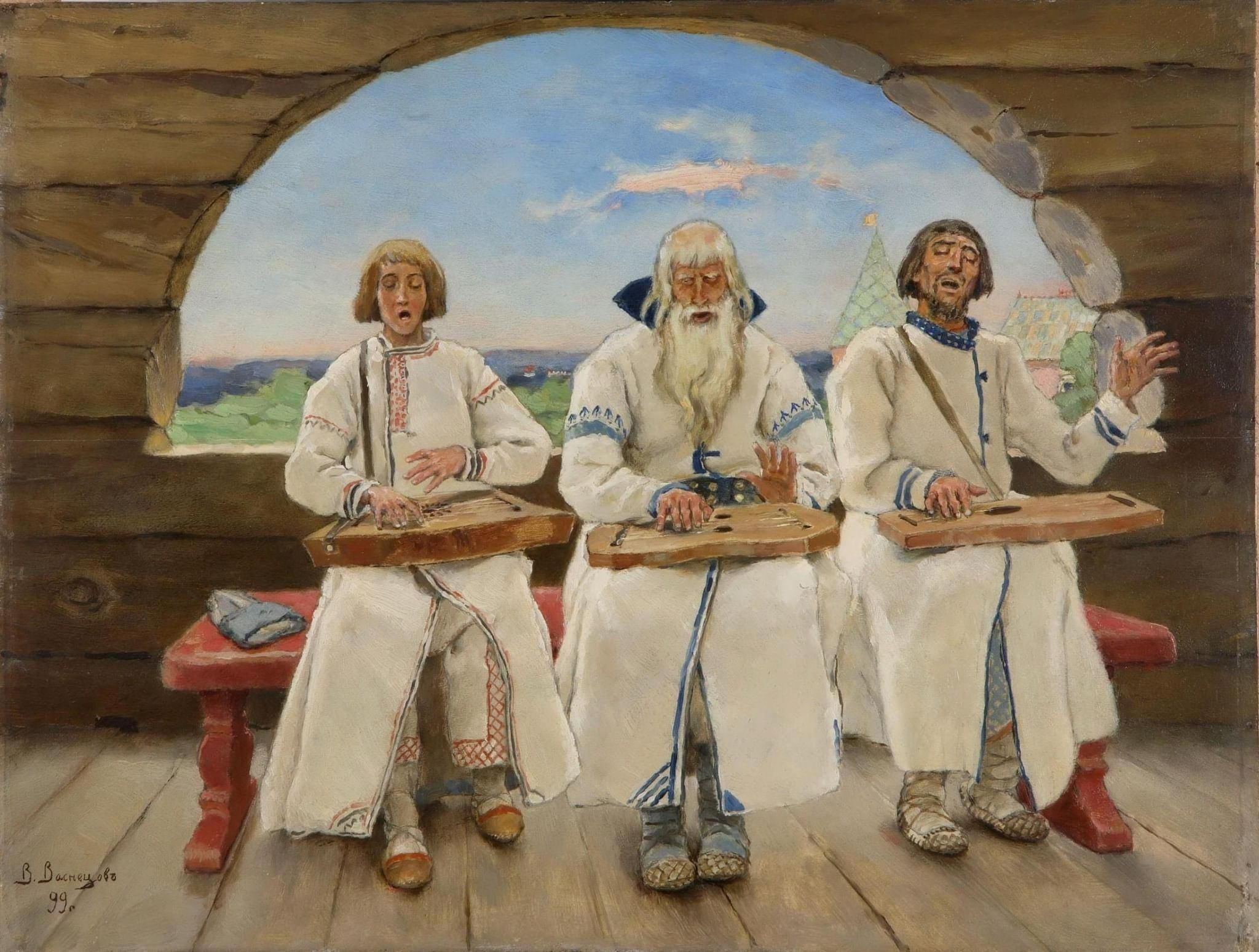
「グースリ演奏家たち」（ヴィクトル・ヴァスネツォフ画、1899年）

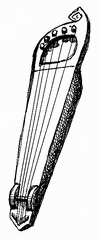
翼型グースリ

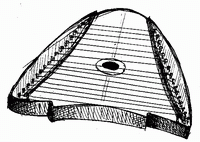
兜型グースリ

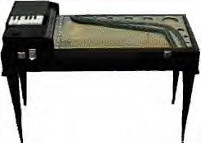
鍵盤グースリ

グースリ（ロシア語: гусли）は、ロシアに伝わる弦楽器。中世ロシアにおいては、ロシア正教会が器楽演奏を禁じていたが、グースリはその唯一の例外であった 。
中世ロシアで活動したスコモローフが多用し、口承叙事詩ブィリーナを語る際にもグースリを膝に置いてつま弾いていたと考えられている。ブィリーナの中では、キエフの勇士ドブルィニャ・ニキーティチやノヴゴロドの商人サドコの物語に、グースリがスコモローフのトレードマークとして登場する。

## グースリの分類
使用された時代と共鳴器の形によって、翼型、兜型、箱形の3つに分けられる。

### 翼型グースリ
最も歴史の古い型で、13世紀の現物がノヴゴロドで発見されている。ズヴォーンチャトゥイエ（Zvonchatye よく鳴る、の意）と呼ばれ、張られるガット弦の数は5-14本。全音階で調律される。指先で弾いて演奏する。
19世紀末に改良され、半音階化や音域に応じた大きさの異なるタイプが作られるようになった。ヨーロッパ・ロシア北西部の民衆の間では、現在でも古い形の楽器が存在している。

### 兜型グースリ
14-15世紀に翼型の改良版として登場した。弦の数は11-30本に増えている。指先で弾いて演奏する。オーストリアやスイスなどで使用されるツィターに似た形である。丸みがかった台形をしているものはプサルテリウムと呼ばれた。このタイプはヴォルガ川流域のマリ人、チュヴァシ人などに広まった。

### 箱形グースリ
17世紀初めに都市部で使用されたもので、鍵盤のないクラヴィコードと同等である。弦は55-66本。「撥弦(shchipkovye)グースリ」とも呼ばれ、皮を固めた義甲あるいは指先で演奏する。
1914年には、箱形グースリに1オクターヴの鍵盤を付けた「鍵盤(Klavishnye)グースリ」がN.P.フォミーンによって開発された。単音や和音を鍵盤で押し、該当するオクターヴ部分の弦を弾いて音を出す。アルペジオの演奏に効果的である。
撥弦グースリ及び鍵盤グースリはロシア民族楽器オーケストラで用いられる。